# 印度通天绳

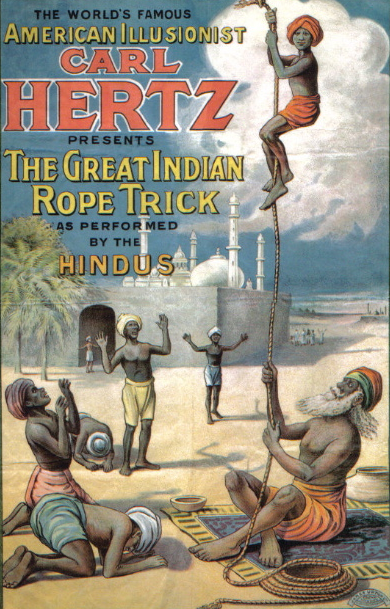
美国魔术师卡尔·赫兹表演“印度通天绳”的海报。

印度通天绳，也称神仙索，源自印度的一种古老魔术，通常由一名魔术师和一位男孩助手借助一条长绳进行表演。

## 历史
成书于公元5世纪的《梵经》(又名《吠檀多经》)第一卷第一章就提到“顺绳爬上天空的魔术师”。印度著名魔术师卜罗图·钱德拉·索卡尔在《印度魔术》（Indian Magic）一书中称，这套戏法在很久以前是街头的游动表演艺人表演。美籍加拿大裔魔术师詹姆斯·兰迪在《世界魔术史》中称，印度早期的宗教作家波颠阇利和阿迪·商羯罗都曾提到过这套戏法。

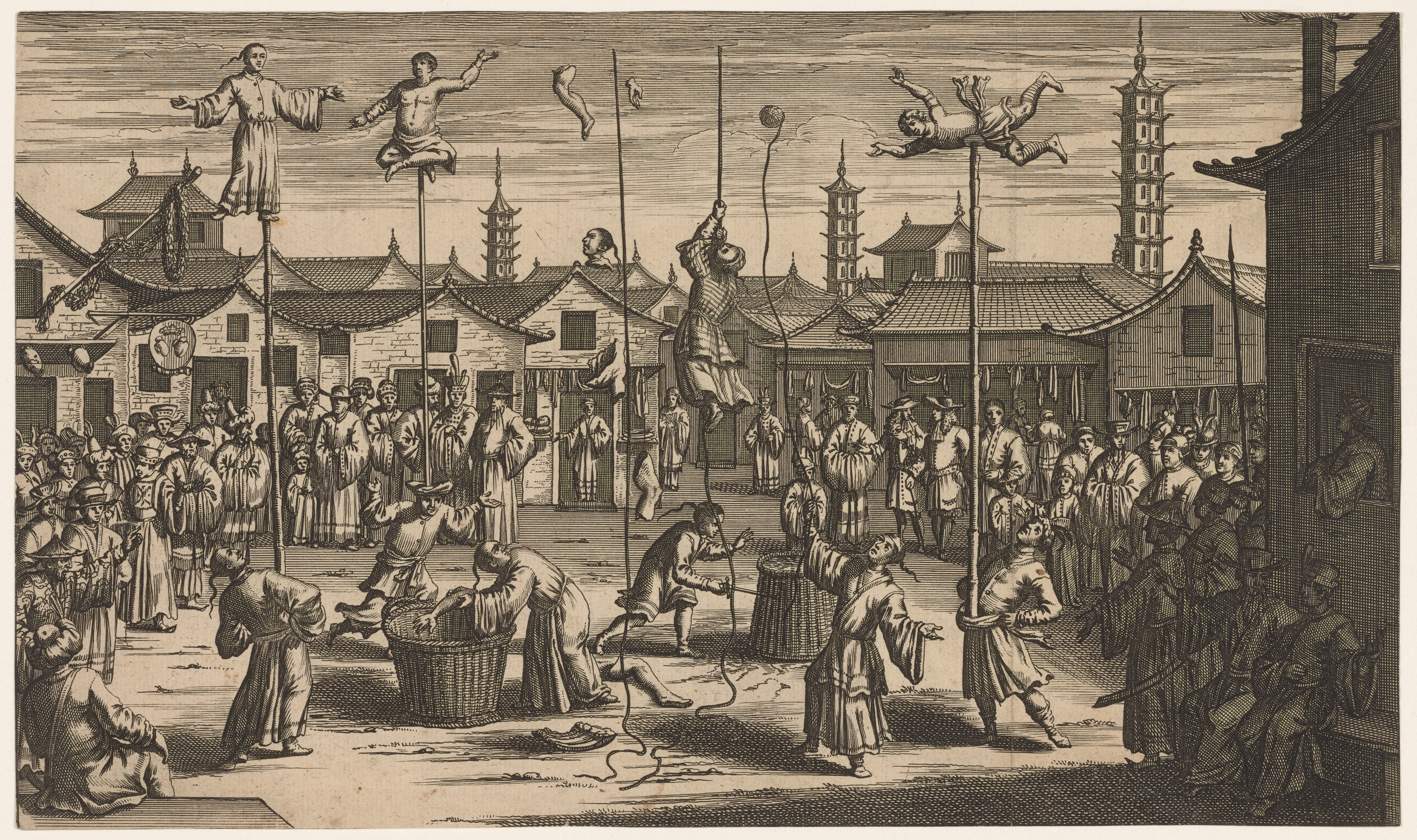
梅尔敦描述的配图。

## 中國小說相關紀載
唐代中期，東南沿海一帶航海貿易發達，據信通天绳技法是經由當時遠航貿易商人、船員以口耳相傳方式，將此表演內容以誇大渲染方式流傳至中国。
最早的記載是晚唐时期传奇小说集《原化记》作者，將其聽聞改編成《嘉兴绳技》。
後世之人或依循前人著作改編，或又聽聞得來，通天繩表演技法逐漸形成各種不同小說版本流傳於不同朝代，其內容均誇大荒誕不經，間接說明了這些作者均非親眼所見，也同時證明此繩技並未實際傳入中國。
各朝代的相關記載，如北宋学者王铚所撰的《默记》记载晏殊降职颍州时期，曾遇到相似的技法。14世纪的阿拉伯旅行家伊本·白图泰游历中国时在杭州也观赏了通天绳技。明朝钱希言(约1612年前后在世)在《狯园》卷二中记载的《偷桃小儿》和清朝蒲松龄所著的《聊斋志异》卷一的《偷桃》讲的都是“通天绳技”表演。1670年荷兰旅行家爱德华·梅尔敦在爪哇巴达维亚看见华人表演此幻术，并绘图。

## 原理、特色
如同魔術師最基本要求，對自身魔術需要絕對保密！通天繩魔術一千多年以來，只在印度地區流傳，並無向外擴展跡象，也因為保密到家，此魔術在二十世紀中期正式失傳。
當時掌握通天繩技法的表演者對於繩索內機關，高度保密，通天繩製作方式有可能是世代相傳的家族秘密，或掌握在極少數表演者手中，普通外人難窺其中機關訣竅。
現今常見的印度通天繩魔術版本，是由現代魔術師另行改動變化而來，與原有的通天繩的魔術原理早已大不相同。
現代通天繩版本的特色，魔術師使用籮筐裝放繩索，並使用樂器發出聲響，讓繩索隨著樂聲，緩緩上升。
舊有通天繩版本的特色，不需籮筐裝放繩索，隨著手勁將繩索拋扔至天空，繩子瞬間固定成型。
舊版通天繩魔術原理，目前尚不得而知，但據信是繩索內部機關。
主要特色：繩索粗大，極長，內部可能蘊含機關。下半部分有繩索盤曲在地面不動，據信是起固定穩定作用。

## 真實表演過程
表演前，街頭表演者先拿起一段繩索(即上半部分)，供在場觀眾撫摸，證明此為真實繩索。(如同現今魔術師表演前，將手中道具提供給觀眾檢查)。接著假意念起咒語，口中念念有詞，將繩索上半部分拋至空中，形成固定長棍狀，此時下半部分繩索仍盤曲地面，形成穩定支撐，接著再命一名小孩攀爬而上。
此种绳技描述在17世纪时，隨著中國典籍传入日本，被日本人誤称之为“中国绳技”。此外在德国、爱尔兰等欧洲国家的民间传说中，都有关于此种绳技的描写。

## 文獻中記載的表演過程
各种文献记载的印度通天绳的表演有很多种版本。简单的版本，表演者通常将绳索抛向空中，绳索即竖立不动，表演者或者另一位助手攀绳而上，不知所终。复杂的版本，表演者将绳子往上一扔，绳子就挂在天上垂直下来，一名男孩沿绳而上，爬上绳柱顶端，让云彩遮住，表演者让男孩下来但没有回应，表演者也沿绳而上去追男孩，然后云中发出惨叫，只见男孩肢体已大切八块，头、手、脚、身等纷纷坠地，表演者随即沿绳返地，陆续捡起地上八块，放入大筐中，只见男孩跃筐而出，并无伤痕。